# A Profesionałna futbołna grupa (2004/2005)
A Profesionałna futbołna grupa (2004/2005) była 81. edycją najwyższej piłkarskiej klasy rozgrywkowej w Bułgarii. W rozgrywkach brało udział 16 zespołów. Tytułu nie obroniła drużyna Łokomotiw Płowdiw. Nowym mistrzem Bułgarii został zespół CSKA Sofia.

## Tabela końcowa
| 1.  | CSKA Sofia               | 30 | 79 | 81 | 16 |
| 2.  | Lewski Sofia             | 30 | 76 | 76 | 19 |
| 3.  | Łokomotiw Płowdiw        | 30 | 58 | 65 | 34 |
| 4.  | Liteks Łowecz            | 30 | 52 | 45 | 27 |
| 5.  | Sławia Sofia             | 30 | 48 | 43 | 33 |
| 6.  | Łokomotiw Sofia          | 30 | 46 | 43 | 35 |
| 7.  | Nafteks Burgas           | 30 | 35 | 24 | 38 |
| 8.  | Czerno More Warna        | 30 | 35 | 30 | 38 |
| 9.  | Marek Dupnica            | 30 | 35 | 34 | 44 |
| 10. | Beroe Stara Zagora       | 30 | 35 | 32 | 36 |
| 11. | Bełasica Petricz         | 30 | 34 | 25 | 48 |
| 12. | Rodopa Smolan            | 30 | 33 | 33 | 43 |
| 13. | Pirin Błagojewgrad       | 30 | 33 | 31 | 40 |
| 14. | Widima-Rakowski Sewliewo | 30 | 32 | 32 | 51 |
| 15. | FK Nesebyr               | 30 | 20 | 26 | 63 |
| 16. | Spartak Warna            | 30 | 18 | 18 | 73 |

| Legenda:      |
| Liga Mistrzów |
| Puchar UEFA   |
| spadek        |

1 Jeszcze przed rozpoczęciem sezonu Łokomotiw Sofia został ukarany przez FIFA odjęciem trzech punktów za niewypłacanie pensji piłkarzom.
2 O kolejności zespołów, które zdobyły taką samą liczbę punktów decydowały wyniki spotkań między nimi.
3 Trzy ostatnie zespoły spadły do II ligi, z której awansowały: Botew Płowdiw, Wichren Sandanski i Pirin 1922 Błagojewgrad.
4 Żadna z drużyn nie zgłosiła się do udziału w Pucharze Intertoto.

## FinałPucharu Bułgarii
- LEWSKI SOFIA – CSKA Sofia 2:1

## Król strzelców
- 27 goli –  Martin Kamburow (Łokomotiw Płowdiw)